# Bačva
Bačva is een plaats in de gemeente Višnjan in de Kroatische provincie Istrië. De plaats telt 21 inwoners (2001).